# موهاوك (نيويورك)
موهاوك (بالإنجليزية: Mohawk, Montgomery County, New York)‏ هي بلدة أمريكية تقع في الولايات المتحدة في نيويورك (ولاية). يقدر عدد سكانها بـ 3,844 نسمة .